# Sterling (Kolorado)
Sterling – miasto w Stanach Zjednoczonych, w stanie Kolorado, w hrabstwie Logan.